# Isbjerget
L'Isbjerget (lett. "iceberg") è un complesso residenziale nel quartiere Aarhus Ø, nella città di Aarhus in Danimarca. È stato costruito tra il 2008 e il 2013, su progetto degli studi architettonici CEBRA, JDS Architects, SeARCH e Louis Paillard.

## Descrizione
L'Isbjerget si trova in una posizione privilegiata sul fronte portuale più esterno nel nuovo quartiere Aarhus Ø, di cui è stata una delle prime costruzioni, ed è composto da 208 appartamenti. Come molte altre aree portuali industriali usurate, l'ex porto container di Aarhus si sta trasformando in un nuovo quartiere vivace.
Il compito dei progettisti, apparentemente semplice, è stato quindi quello di massimizzare la vista e la quantità di luce solare per ogni singolo appartamento e allo stesso tempo rispettare il contesto urbano dell'entroterra.
Il complesso è composto da quattro ali a forma di L. Per ottenere condizioni ottimali di luce diurna e vista sulla baia, i volumi dell'edificio sono tagliati da linee frastagliate. I tetti salgono e scendono in picchi e valli, che, secondo gli architetti, creano passaggi visivi attraverso i singoli volumi, così anche i residenti dell’ala più interna possono godersi il panorama. Invece di essere considerato come un blocco unico, il complesso sarà visto come una struttura aperta, creando un maggiore appeal architettonico. Le forme variabili e insolite che derivano da questo semplice algoritmo consentono di inserire una vasta gamma di diverse tipologie abitative all'interno del complesso: la geometria esterna viene modificata verso l'alto attraverso l'edificio e di conseguenza anche negli appartamenti, che vanno dalle case a due piani, ai più piccoli appartamenti a prezzi accessibili fino agli attici esclusivi sulla punta degli iceberg.

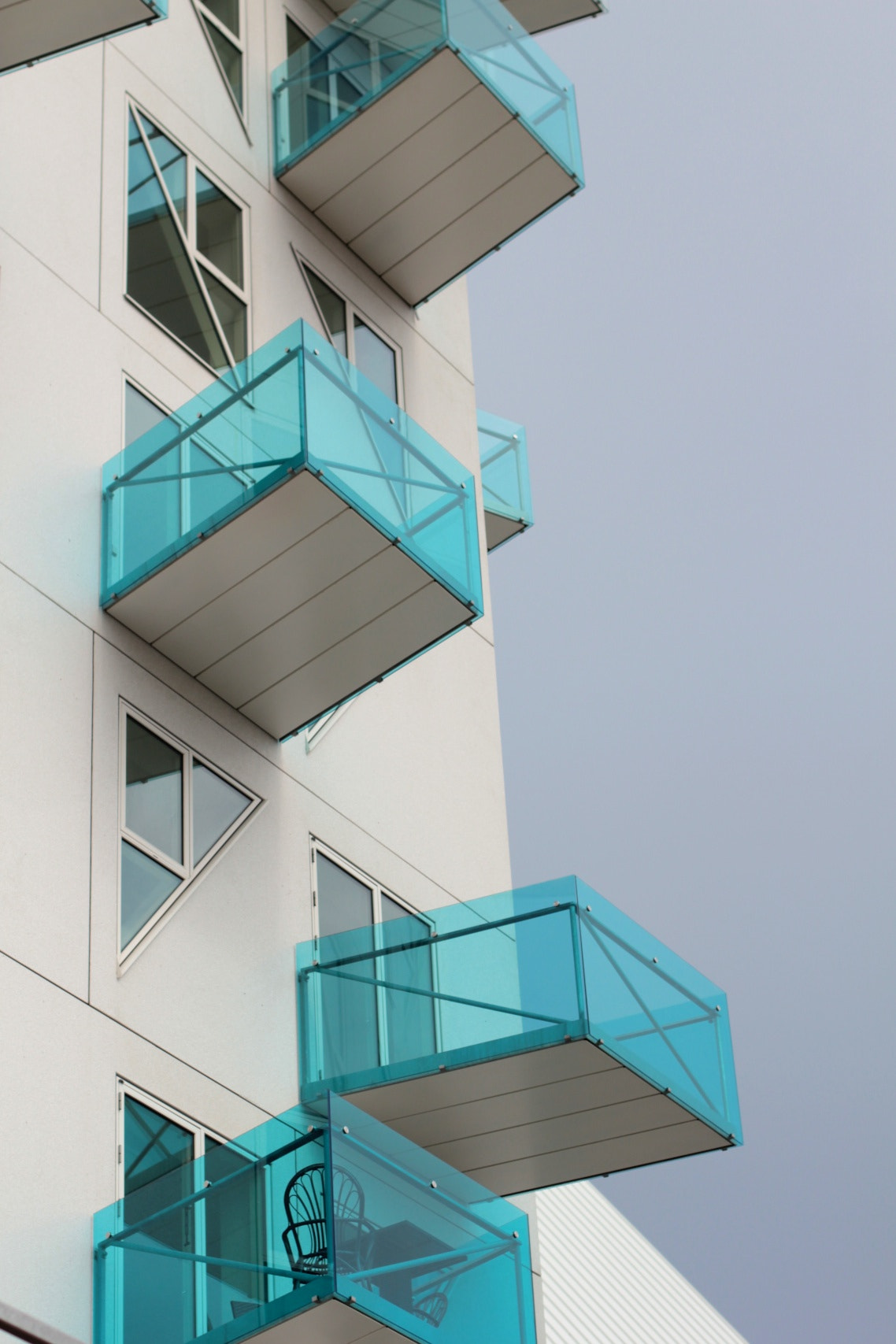
Dettaglio del progetto

La superficie generale del progetto è di 21.600 metri quadrati.

## Riconoscimenti
- 2013: premiato come Best Residential Developement al MIPIM di Cannes.[6]
- 2013: premiato come vincitore della giuria nella categoria Residential - Mid Rise negli A+ Awards del sito web Architizer.[7]
- 2015: premiato come Housing Building of the Year dal sito web ArchDaily.[8]